# Rothildis van Bouxières

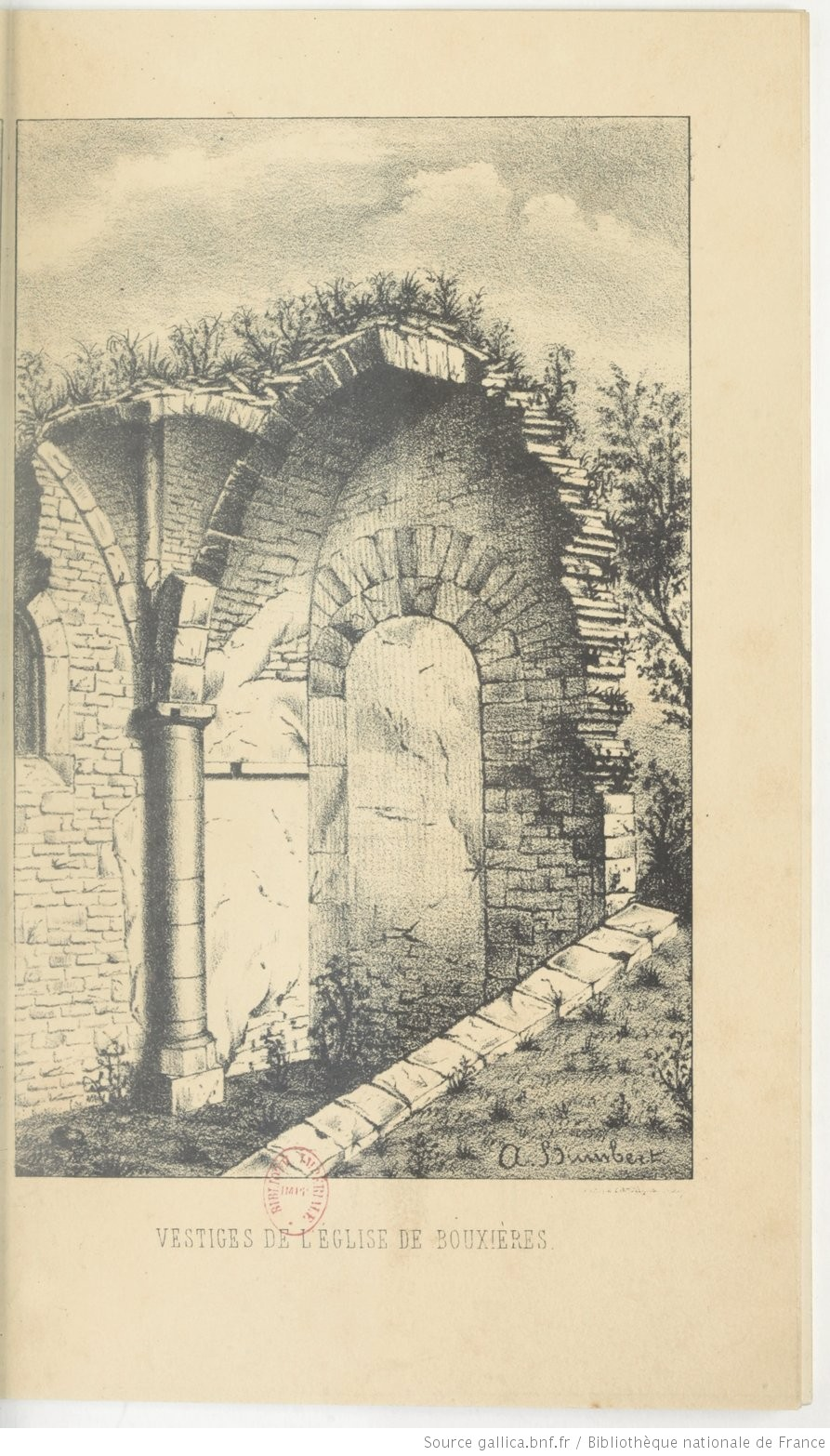
De abdij van Bouxières-aux-Dames

Rothildis van Bouxières (ca. 900-65/77) was van 938 tot 965/977 de eerste abdis van de abdij Onze-Lieve-Vrouw van Bouxières. 
Rond 930 leefde een kleine groep vrouwen op een kluizenaarsachtige manier op de heuveltop van Bouxières-aux-Dames. De waarschijnlijke eigenaar van het landgoed waar deze gemeenschap zich bevond was de edelvrouw Herendis. Herendis was, door huwelijk of geboorte, familie van de Bosonids, van wie één familielid met Karel de Kale was getrouwd. De eerste abdis was Rothildis, ook een nicht van het Karolingische vorstenhuis en de hertogen van Bourgondië.
Op 8 maart 930 vaardigde Gosselinus van Toul, de bisschop van Toul, een charter uit waarin hij de vrouwen beschreef en hun verschillende zaken, zoals bijvoorbeeld de Tienden van de lokale kerk, schonk.:189
Acht jaar later eiste Gosselinus de controle over de gemeenschap op en stichtte hij, met behulp van de abt van Saint-Evre, een Benedictijnse abdij. Op 13 januari 938 bekrachtigde Gosselinus dit met een charter waarin hij uitlegde hoe en waarom hij de abdij stichtte.:39

## Rothildis als abdis

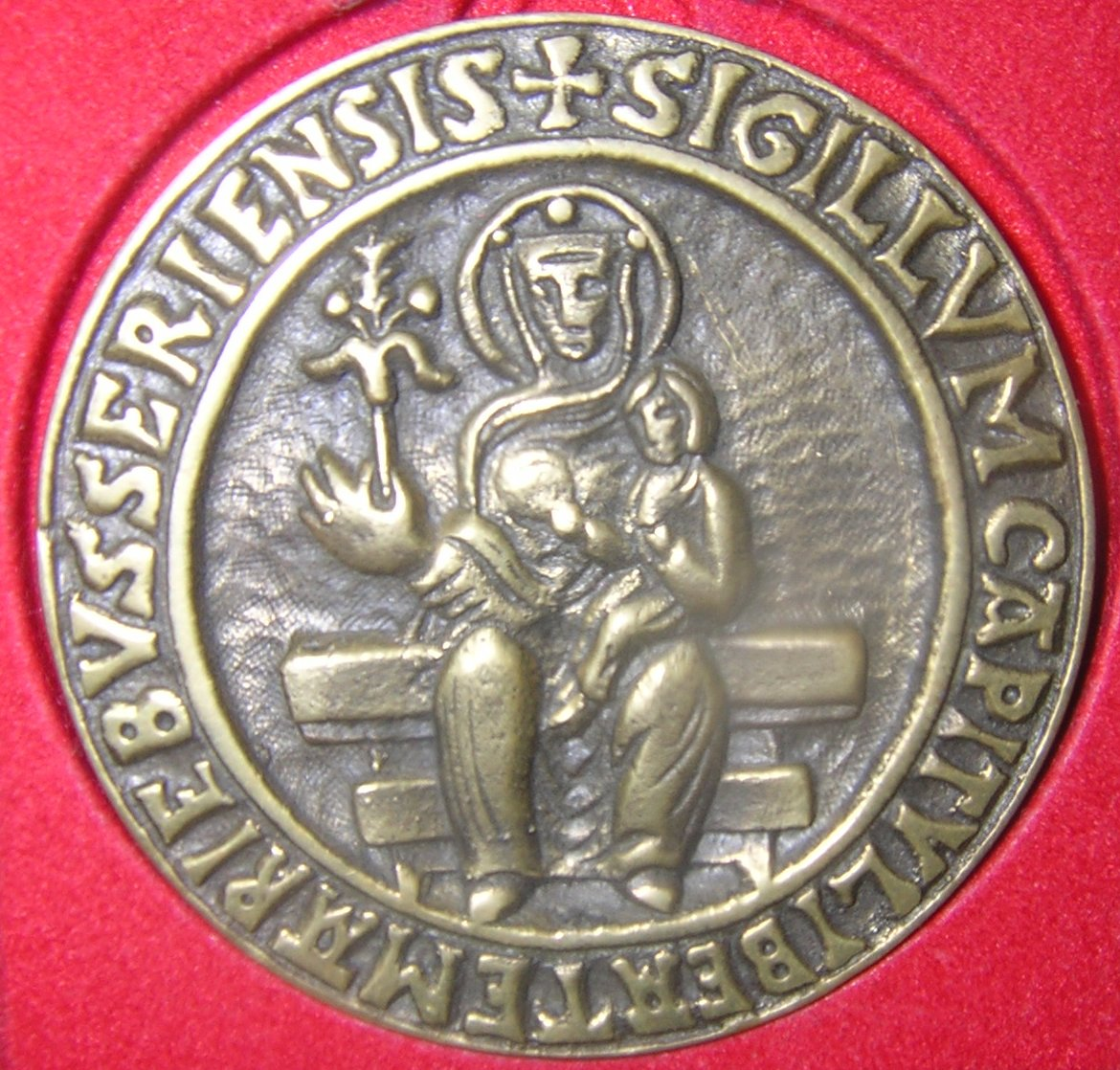
Munt met afbeelding van kloosterling van Bouxières-aux-Dames

Gosselinus stelde Rothildis aan als abdis van de abdij en liet nog een aantal andere gewijde vrouwen toetreden. Rothildis was abdis van 938 tot 965/77.:189 De vrouwen kregen ook de vrijheid om hun volgende abdissen te verkiezen. Dit alles kregen ze op voorwaarde dat ze jaarlijks ongeveer twee pond kaarsvet aan de bisschop gaven en baden voor zijn redding en ziel.
Abdis Rothildis was waarschijnlijk lid van de invloedrijke Bosonidische familie, die nauwe banden had met de patronage van Bouxières. In haar rol als abdis had ze niet veel macht en nam Gozelin vooral het voortouw. Vanaf de late jaren 930 wordt ze wel genoemd in verschillende oorkonden, maar tijdens het leven van Gozelin speelde ze geen actieve rol in juridische zaken. Pas in 966, het jaar waarin Gozelin stierf, wordt ze in een document beschreven als meer dan een passieve deelnemer in het bestuur van de abdij.:106

## Familie
Rothildis van Bouxières was de dochter van Roger van Maine en Rothilde van West-Francië, kleindochter van Karel de Kale en Richildis van Provence. Ze werd geboren ca. 900 als de jongste van drie kinderen.:105 Haar broer, Hugo I, zou zijn vader opvolgen als de graaf van Maine en haar zus Judith zou ook nog een belangrijke rol gaan spelen in de abdij van Bouxières.